# Maria Adelaide de Bragança
Maria Adelaide de Bragança GOM (Saint-Jean-de-Luz, 31 de janeiro de 1912 — Caparica, 24 de fevereiro de 2012), foi a filha mais nova do pretendente miguelista ao trono português, Miguel Januário de Bragança, e de sua segunda esposa, a princesa Maria Teresa de Löwenstein-Wertheim-Rosenberg. Teve como padrinhos o último rei português, Manuel II, e sua mãe, a rainha Amélia. A data de seu falecimento, aos 100 anos, Maria Adelaide era a última neta sobrevivente do rei Miguel I de Portugal e a última bisneta sobrevivente do rei João VI de Portugal.

## Biografia
Viveu em Viena, Áustria, trabalhando como enfermeira e assistente social. Durante a Segunda Guerra Mundial, quando havia bombardeamentos, deslocava-se durante a noite para os locais atingidos, para prestar ajuda às vítimas. Integrou um movimento de Resistência alemã, tendo sido condenada à morte pela Gestapo. O então presidente do Conselho de Ministros, António de Oliveira Salazar, interveio junto dos alemães, afirmando que Maria Adelaide era cidadã nacional. Esta intervenção da diplomacia portuguesa resultou na sua libertação e deportação imediata, tendo-se estabelecido na Suíça, onde vivia o seu irmão Duarte Nuno de Bragança. Após a guerra, a família finalmente voltou para a Áustria e casou-se com Nicolaas Johannes Maria van Uden, estudante de medicina holandês, que conhecera quando ambos socorriam as vítimas dos bombardeamentos em Viena.
Em 1949, Maria Adelaide voltou para Portugal. Enquanto isso, o marido formou-se em medicina na Universidade de Viena, especializando-se em doenças de pele. Todavia, quando Nicolaas van Uden chegou a Portugal, não lhe foi dada equivalência, pelo que não pôde exercer a profissão. Vai então trabalhar num pequeno laboratório de pesquisa na Faculdade de Ciências da Universidade de Lisboa, até que chega a oportunidade para trabalhar em parceria com a Fundação Calouste Gulbenkian. Assim nasceu o Instituto Gulbenkian de Ciência, que promove a investigação científica em diversas áreas desde os anos 50.
Originalmente, a família Van Uden instalou-se na Quinta do Carmo, em Almada. Maria Adelaide começou a trabalhar como assistente social em algumas iniciativas locais, dado que a Trafaria e o Monte da Caparica eram locais muito pobres.
Em 31 de janeiro de 2012, data do centenário do seu nascimento, foi agraciada pelo Presidente da República Aníbal Cavaco Silva com o grau de grande-oficial da Ordem do Mérito. Morreu na Quinta do Carmo, na Caparica, concelho de Almada, a 24 de fevereiro de 2012.

## Casamento e descendência
Casou com Nicolaas Johannes Maria van Uden, no dia 13 de outubro de 1945, em Viena, Áustria. Do casamento, nasceram seis filhos:
1. Adriano Sérgio de Bragança van Uden (1946-), casado com D. Maria de Jesus de Saldanha de Sousa e Menezes
2. Nuno Miguel de Bragança van Uden (1947-), casado com D. Maria do Rosário Cayolla Bonneville
3. Francisco Xavier Damiano de Bragança van Uden (1949-), casado com D. Maria Teresa Henriques Gil
4. Filipa Teodora de Bragança van Uden (1951-), casada com António Manuel d' Atouguia da Rocha Fontes
5. Miguel Inácio de Bragança van Uden (1954-), casado com D. Maria do Carmo Leão Ponce Dentinho
6. Maria Teresa de Bragança van Uden (1956-) casada com João Ricardo da Câmara Chaves